# As-Saffanijja
Pole naftowe As-Saffanijja – pole naftowe zlokalizowane pod dnem Zatoki Perskiej w północnej części wód Arabii Saudyjskiej. As-Saffanijja jest (2012) największym znanym podmorskim złożem ropy na świecie, o rozmiarach około 65×15 km. Złoża ropy znajdują się na głębokości 1200-2100 metrów pod dnem. 
Złoże znajduje się w antyklinie, składa się z piaskowców i łupków formacji Wasia.
Badania geofizyczne prowadzone w 1939 wskazały na możliwość występowania złóż ropy naftowej w tym rejonie, jednak prace poszukiwawcze nie były opłacalne. Sytuacja zmieniła się po II wojnie światowej, gdy rozwijający się przemysł przestawiał się w coraz większym stopniu z węgla na paliwa płynne.
Saudi Aramco postanowiło rozpocząć poszukiwania złóż podmorskich w 1948. Próbne wiercenia prowadzone w latach 1949-1951 wykazały istnienie bogatych złóż, lecz wydobycie było zbyt drogie. Mimo to w latach 1951-1954 wykonano 17 odwiertów. W 1954 Aramco, dostrzegając wzrastające zapotrzebowanie na ropę i przewidując dalszy dynamiczny wzrost, zdecydowało się rozpocząć wydobywanie ropy ze złóż podmorskich. 
Przemysłowe wydobycie z pola As-Saffanijja ruszyło w połowie kwietnia 1957. Początkowo produkcja pierwszych 18 odwiertów wynosiła 50 tysięcy baryłek (prawie 8 tysięcy m³) dziennie, lecz szybko rosła i na początku 1962 z 25 odwiertów uzyskiwano 350 tysięcy baryłek (ponad 55 tysięcy m³) dziennie. W 1993 było już 650 odwiertów produkcyjnych. W 2012 możliwości pola szacowano na 1-1,5 miliona baryłek () dziennie.
Pojemność złoża szacuje się na 151 miliardów metrów sześciennych gazu i 37 miliardów baryłek (prawie 6 miliardów m³) ropy. 
Od początku XXI wieku trwają prace mające zapewnić, mimo starzenia się instalacji, utrzymanie dziennej produkcji na poziomie 1,2 miliona baryłek dziennie.